# マーク・リッチ
マーク・リッチ（Marc Rich, 1934年12月18日 - 2013年6月26日）は、ベルギー出身の起業家、相場師。スイスの商品取引大手であるグレンコア社の創設者。

## 来歴
ベルギーのアントウェルペンにて両親はユダヤ人の家庭に生まれる。出生名は Marc David Reich。1941年にナチを避けて一家で渡米。高校卒業後、ニューヨーク大学に進学するが､一学期で退学。すぐにディーラーとして働き始め、貴金属取引の分野で頭角を現す。
1974年、グレンコア社の前身である商品取引会社マーク・リッチを共同創業。パフラヴィー朝時代のイランからイスラエルに必要量の石油を極秘にパイプライン輸送で供給する合弁事業を何年にもわたって成功させた。イラン・イスラム革命後のイランとイスラエルとの間の非公式仲介者としても活動し、公式にはイスラエルに敵対的だったイランの最高指導者ルーホッラー・ホメイニーと友好関係にあり、イスラエル諜報特務庁（モサド）の活動も財政面で支援した。貴金属取引の経験で培った様々な独裁国家や独裁者との繋がりを使い、アパルトヘイト政策のために経済制裁を受けていた南アフリカ共和国へ総額20億ドル（約1780億円) 相当の石油を販売し、キューバのフィデル・カストロ、ナイジェリアのサニ・アバチャ、チリのアウグスト・ピノチェト、リビアのムアンマル・アル＝カッザーフィー、ルーマニアのニコラエ・チャウシェスク、中華人民共和国、ソビエト連邦と取引関係を持った。
1970年代のオイルショックの際には巧妙な原油取引により巨億の富を手にするも、パートナーのピンカス・グリーンと共謀して脱税やイランとの不正な石油取引を行った疑いで、1983年にアメリカの検察当局から起訴される。当時、リッチはスイスにいたが、連邦捜査局（FBI）の10大指名手配犯リストに名前が載ったためにアメリカに帰ることは事実上不可能になった。1984年には欠席裁判で有罪判決を受けた。
2001年1月20日、任期終了数時間前のクリントン大統領から恩赦が与えられた。しかし、これに先立ってリッチの元妻デニス・アイゼンバーグ・リッチが民主党に総額100万ドル以上の献金を行っていたため、一部のメディアで「金で恩赦を買ったのではないか」と物議をかもした。クリントンの決定の裏側には、イスラエル政府からの嘆願や、リッチが献金していた名誉毀損防止同盟からの圧力も存在したと伝えられている。リッチは赦免を獲得するや否や、石油・食料交換計画のスキャンダルに絡む事業でイラクのサッダーム・フセイン政権と関わった。
2013年6月26日、スイス・ルツェルンの自宅近くの病院にて死去。

## 私生活
長年に渡りスイスのツークで暮らした後、同国ルツェルン州メッゲン市に居を移した。彼の邸宅（通称"La villa rose"）はルツェルン湖の湖畔にあり、その周辺では厳重にプライバシーが守られている。スイスのほか、スペインにもスキーリゾートを所有していた。また、絵画収集を趣味とし、モネ、ルノワール、ピカソの作品に囲まれて生活していた。
メディアに素顔をあらわすことは滅多にないが、一度だけ米国のテレビクルーに捕まってインタビューに応じたことがある。また、リッチの半生を描いたノンフィクションとして『メタル・トレーダー 地球を売買する男たち』（新潮文庫）、評伝に『キング オブ オイル』がある。

## 参照
1. 1 2 3 4 5  “「キング・オブ・オイル」の「シークレット・ライフ」を公開”. Swissinfo. (2009年11月30日) 2013年6月27日閲覧。
2. ↑  Daniel Ammann (2009年11月14日). “King of oil" discloses his "secret lives"”.   Swiss Info. 2019年6月5日閲覧。
3. ↑  Los Angeles Times: "Pardon Reignites Jewish Stereotypes" by WALTER REICH February 25, 2001
4. ↑  “NS business profile: Marc Rich, Glencore's fugitive founder”. newstatesman.com. 2019年6月5日閲覧。
5. 1 2  “米国揺るがした最強トレーダー、マーク・リッチ氏死去”. ブルームバーグL.P.. (2013年6月26日) 2013年6月27日閲覧。
6. ↑  “Marc Rich”. newstatesman.com (2013年7月6日). 2019年6月5日閲覧。
7. ↑  Rankin, Jennifer (June 26, 2013). "Marc Rich: controversial commodities trader and former fugitive dies aged 78". The Guardian. London.
8. ↑  “THE KING OF OIL The Secret Lives of Marc Rich by Daniel Ammann”. Kirkus Reviews.   kirkusreviews.com. 2017年7月5日閲覧。
9. ↑  “The King of Oil: The Secret Lives of Marc Rich”. Publishers Weekly.   publishersweekly.com. 2017年7月5日閲覧。
10. ↑  Ammann, Daniel (2009年11月23日). “How I met the biggest devil”. Huffington Post
11. ↑  Baghdjian, Alice (2013年6月26日). “Marc Rich, 'King of Oil' pardoned by Clinton, dies at 78”. Reuters
12. ↑  FBIは、恩赦に関する調査を2001年から2005年まで実施。2016年アメリカ合衆国大統領選挙8日前の2016年10月31日になって、129ページの調査文書を突然公開した。--“FBI、クリントン元大統領の恩赦に関する調査文書を突然公開”. AFP＝時事. (2016年11月2日) 2016年11月2日閲覧。{{cite news}}:  CS1メンテナンス: 先頭の0を省略したymd形式の日付 (カテゴリ)
13. ↑  “Marc Rich”. newstatesman.com (2001年4月26日). 2019年6月5日閲覧。
14. ↑  A.クレイグ・カピタス（英語版）著、飯島宏訳『メタル・トレーダー―地球を売買する男たち』新潮文庫、1988年5月、原著 Metal Men: Marc Rich and the 10-Billion-Dollar Scam  , Putnam Adult , 1985
15. ↑  ダニエル・アマン（英語版）著、田村源二訳『キング オブ オイル マーク・リッチ アメリカを揺るがした最強トレーダー』ウェイツ、2010年11月、原著 The King of Oil: The Secret Lives of Marc Rich  , St Martins Pr , 2009